# Heinrich Hudtwalcker

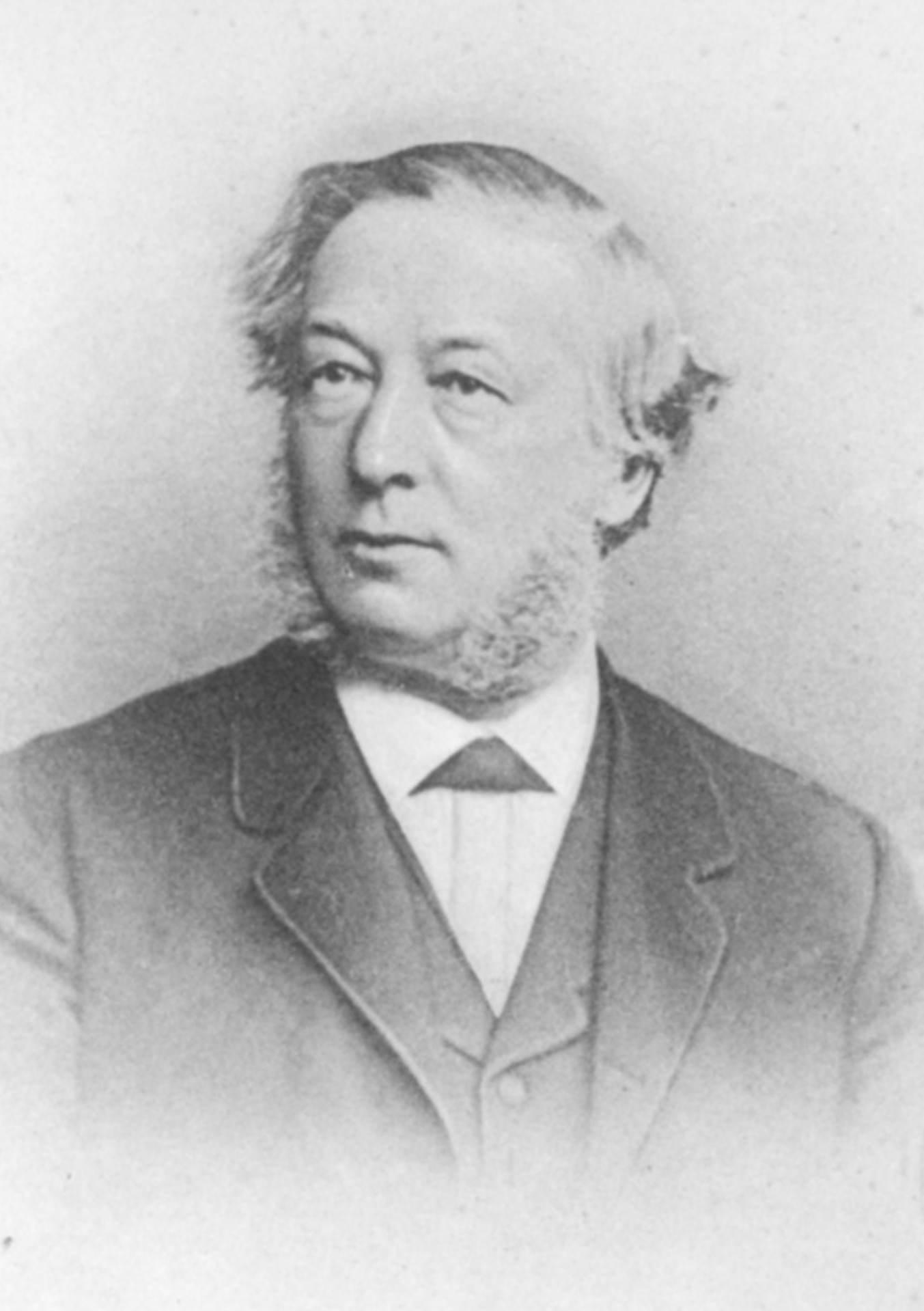
Heinrich Hudtwalcker

Heinrich Hudtwalcker (* 16. August 1829 in Hamburg; † 3. Juni 1896 ebenda) war ein deutscher Kaufmann. 

## Leben
Hudtwalcker war ein Sohn des Hamburger Kaufmanns Karl Hudtwalcker (1782–1854) und seiner Frau Charlotte Christiane, geborene Fiedler (1791–1866). Er leitete die Firma Hudtwalcker & Co., die 1743 von seinem Urgroßvater Jacob Hinrich Hudtwalcker (1710–1781) gegründet wurde. Zudem war er an der Leitung weiterer Unternehmen beteiligt, so gehörte er dem Aufsichtsrat der Norddeutschen Bank, der Hamburger Freihafen-Lagerhaus-Gesellschaft, der Waren-Credit-Anstalt und der Jutespinnerei Hamburg-Harburg an.
Hudtwalcker war 1862, 1863, 1865 bis 1870 und 1872 bis 1874 Mitglied der Hamburgischen Bürgerschaft. 1862 und 1863 fungierte er dort als Schriftführer.
Heinrich Hudtwalcker heiratete am 12. November 1868 Anna Sophie Petit (1842–1892), die Tochter des Kaufmanns und dänischen Konsuls in Lübeck, Charles Petit. Sie hatten vier Töchter und zwei Söhne. Olaf Hudtwalcker war sein Enkel, Johann Michael und Elisabeth Hudtwalcker seine Großeltern, Nicolaus Hudtwalcker sein  Onkel zweiten Grades.

## Ämter
Neben seiner Mitgliedschaft in der Hamburgischen Bürgerschaft hatte Hudtwalcker weitere Ämter inne:
- 1859 bis 1863 Mitglied der Totenladendeputation
- 1861 bis 1863 Mitglied der Zoll- und Akzisedeputation
- 1864 bis 1870 Mitglied der Baudeputation
- 1871 bis 1876 Handelsrichter
- 1884 bis 1887 Mitglied der Vormundschaftsbehörde
- Vorstandsmitglied der Blindenanstalt, des Blindenasyls und der Hedwig-Stiftung